# نخل موم کیندیو
نخل موم کیندیو (نام علمی: Ceroxylon quindiuense) نام یک گونه از سرده نخل‌های موم است.